# Tichosina elongata
Tichosina elongata är en armfotingsart som beskrevs av Cooper 1977. Tichosina elongata ingår i släktet Tichosina och familjen Terebratulidae. Inga underarter finns listade i Catalogue of Life.